# Spectrum Astro
Spectrum Astro était une société américaine du secteur aérospatial qui construisait des satellites artificiels et des sondes spatiales de petite taille mais sophistiqués ainsi que différents composants électroniques embarqués sur les engins spatiaux. Fondée en 1988 par l'ingénieur W. David Thompson elle disposait d'un unique établissement situé à Gilbert dans l'Arizona. Spectrum Astro est notamment le constructeur de Deep Space 1 (première sonde spatiale utilisant une propulsion électrique), de l'observatoire spatial solaire RHESSI, du télescope spatial gamma GLAST (en 2001). La société a également fourni des composants majeurs de plusieurs sondes spatiales et satellites scientifiques de la NASA. La société, qui emploie à l'époque environ 500 personnes, est rachetée en 2004 par General Dynamics. 	